# Carticiel
Un carticiel (postcardware ou cardware en anglais) est un partagiciel dont l'auteur demande, pour seule rétribution d'une utilisation régulière, l'envoi d'une carte postale. 

## Avantages

### Pour l'auteur
Le carticiel permet à l'auteur d'un programme
- d'avoir une estimation (même largement sous-estimée) de la popularité de son programme ;
- de recevoir du courrier du monde entier (surtout depuis l'avènement d'Internet qui permet une distribution sans contact physique entre des individus).

Le carticiel fournit donc une solution alternative :
- au logiciel payant, dont le coût est dissuasif et parfois prohibitif pour les personnes à faible revenu ;
- au logiciel gratuit, dont il est difficile d'estimer le succès.

### Pour l'utilisateur
L'envoi d'une carte postale lui permet d'exprimer sa reconnaissance pour un coût très modique. De plus, il s'agit d'un « échange de sympathie », ou d'un « échange de bons procédés » (une carte postale contre l'utilisation d'un logiciel), dans lequel l'argent n'entre pas en jeu.

## Histoire
Le concept a été inventé par Aaron Gilles, concepteur de JPEGView.
Par la suite, des concepts dérivés ont été inventés, à commencer par le emailware, que l'on pourrait traduire par courrielliciel, dans lequel l'utilisateur régulier doit envoyer un courriel à l'auteur du programme.